# أحمد محمد شاكر
الشيخ أحمد محمد شاكر (1309 هـ/1892م-1377 هـ/1958م)  الملقب بشمس الأئمة أبو الأشبال، إمام مصري من أئمة الحديث في العصر الحديث، درس العلوم الإسلامية وبرع في كثير منها، فهو فقيه ومحقق وأديب وناقد، لكنه برز في علم الحديث حتى انتهت إليه رئاسة أهل الحديث في عصره، كما اشتغل بالقضاء الشرعي حتى نال عضوية محكمته العليا.

## نشأته
ولد في 29 جمادى الآخرة سنة 1309 هـ (29 يناير 1892) بالقاهرة، لوالده الشيخ محمد شاكر وهو عالم أزهري أيضا شغل عدة مناصب منها وكيل الأزهر، في 11 مارس 1900م سافر به والده إلى السودان حيث ولي منصب قاض في السودان،  وعمره حينها ثماني سنوات فألحقه والده بكلية غوردون واستمر بها حتى عودة والده إلى مصر في 26 أبريل سنة 1904 فألحقه أبوه بمعهد الإسكندرية (وكان والده شيخ المعهد)، وفي 29 أبريل 1909 عاد والده للقاهرة ليلي مشيخة الأزهر فالتحق أحمد شاكر بالأزهر حتى نال شهادة العالمية سنة 1917م.

## أخذه العلم
درس أحمد شاكر أصول الفقه على الشيخ محمود أبو دقيقة (أحد علماء معهد الإسكندرية، وعضو هيئة كبار العلماء).
ودرس على والده الشيخ محمد شاكر تفسير البغوي وصحيح مسلم وسنن الترمذي وشمائل الرسول وبعضا من صحيح البخاري، وجمع الجوامع وشرح الأسنوي على المنهاج في الأصول، وشرح الخَبِيصي وشرح القطب على الشمسية في المنطق، والرسالة البيانية في البيان، وفقه الهداية في الفقه الحنفي.
كما أخذ العلم عن السيد عبد الله بن إدريس السنوسي، والشيخ محمد الأمين الشنقيطي، والشيخ أحمد بن الشمس الشنقيطي، والشيخ شاكر العراقي، والشيخ طاهر الجزائري، والسيد محمد رشيد رضا، والشيخ سليم البشري، والشيخ محمد حبيب الله الشنقيطي، وغيرهم كثير من أئمة الحديث حتى برع فيه.

## منهجه العلمي
درس الشيخ أحمد شاكر بالأزهر على المذهب الحنفي، وبه كان يقضي في القضاء الشرعي، لكنه كان بعيدا عن التعصب لمذهب معين مؤثرا الرجوع إلى أقوال السلف وأدلتهم، يقول أحمد شاكر بما يوضح مذهبه العلمي، في معرض تحقيقه لكتاب الرسالة للشافعي بعد أن أكثر من الثناء عليه وبيان منزلته:
| ” | وقد يفهم بعض الناس من كلامي عن الشافعي أني أقول ما أقول عن تقليد وعصبية، لما نشأ عليه أكثر أهل العلم من قرون كثيرة، من تفرقهم أحزابا وشيعا علمية، مبنية على العصبية المذهبية، مما أضر بالمسلمين وأخرهم عن سائر الأمم، وكان السبب في زوال حكم الإسلام عن بلاد المسلمين، حتى صاروا يحكمون بقوانين تخالف دين الإسلام، خنعوا لها واستكانوا، في حين كان كثير من علمائهم يأبون الحكم بغير المذهب الذي يتعصبون له ويتعصب له الحكام في البلاد. ومعاذ الله أن أرضى لنفسي خلة أنكرها على الناس، بل أبحث وأجد، وأتبع الدليل حيثما وجد. وقد نشأت في طلب العلم وتفقهت على مذهب أبي حنيفة، ونلت شهادة العالمية من الأزهر الشريف حنفيا، ووليت القضاء منذ عشرين سنة أحكم كما يحكم إخواني بما أذن لنا بالحكم به من مذهب الحنفية. ولكني بجوار هذا بدأت دراسة السنة النبوية أثناء طلب العلم، من نحو ثلاثين سنة، فسمعت كثيرا وقرأت كثيرا، ودرست أخبار العلماء والأئمة، ونظرت في أقوالهم وأدلتهم، لم أتعصب لواحد منهم، ولم أحد عن سنن الحق فيما بدا لي، فإن أخطأت فكما يخطئ الرجل، وإن أصبت فكما يصيب الرجل. أحترم رأيي ورأي غيري، وأحترم ما أعتقده حقا قبل كل شيء وفوق كل شيء. فمن هذا قلت ما قلت واعتقدت ما اعتقدت في الشافعي، ورضي عنه. | “ |

## أعماله العلمية

### مؤلفاته
جهوده العلمية والفقهية:
أما فضله العام في دنيا التأليف والتحقيق فقد يكفى أن نذكر من جهوده:
أولاً: علم الحديث ومصطلحه:
1. شرحه كتاب «ألفية السيوطي في علم الحديث»، لمؤلفه: جلال الدين عبد الرحمن السيوطي.
2. شرحه كتاب «ألفية العراقي في مصطلح الحديث»، لمؤلفه: زين الدين العراقي.
3. تصحيحه وتعليقه على كتاب «الباعث الحثيث شرح اختصار علوم الحديث»، لمؤلفه: الحافظ ابن كثير.
4. شرحه وتخريجه أحاديث «سنن الترمذي»، لمؤلفه: أبو عيسى محمد الترمذي وصل فيه إلى نهاية الجزء الثاني، ثم أكمله الشيخ محمد فؤاد عبد الباقي (جـ 3) وإبراهيم عطوة عوض المدرس في الأزهر الشريف (جـ 4، 5).كما في طبعة مطبعة مصطفى البابي الحلبي – مصر الطبعة: الثانية، 1395 هـ - 1975 م.
5. شرحه «نخبة الفكر في مصطلح أهل الأثر»، لمؤلفه: ابن حجر العسقلاني.
6. دراسته وشرحه وتصحيحه كتاب «المسند»، لمؤلفه: الإمام أحمد بن حنبل، وصل فيه إلى ثلثه تقريباً، وعدد الأحاديث التي حققها 8099 حديث.
7. تخريجه أحاديث «تفسير الطبري»، لمؤلفه: محمد بن جرير الطبري، شاركه الشيخ محمود محمد شاكر، وصل فيه إلى الجزء الثالث عشر..
8. تصحيحه وتعليقه على كتاب «صحيح ابن حبان بترتيب ابن بلبان الفارسي» حقق فيه الجزء الأول.
9. تصحيحه وتعليقه على كتاب «مختصر سنن أبي داوود»، لمؤلفه: أبي محمد عبد العظيم المنذري، ومعه معالم السنن للخطابي وتهذيب ابن القيم بالاشتراك مع الشيخ محمد حامد الفقي وطبع في ثمانية مجلدات.

ثانيًا: الفقه وأصوله:
1. تحقيق كتاب الرسالة للإمام الشافعي وهو أول كتاب عرف به الشيخ.
2. تعليقه على كتاب «الإحكام في أصول الأحكام»، لمؤلفه: ابن حزم الظاهري.
3. «قواعد الأصول ومعاقد الفصول».
4. «عمدة الأحكام»، لمؤلفه: أبي محمد عبد الغني المقْدِسِيِّ الجَمّاعيليِّ.
5. «الروض المربع بشرح زاد المستقنع»، لمؤلفه: منصور بن يونس بن صلاح الدين البُهُوتي.
6. «الروضة الندية شرح الدرر البهية»، لمؤلفه: صديق حسن خان.
7. شرح كتاب «الخراج»، لمؤلفه: يحيى بن آدم الأموي القرشي.
8. تقديم ومراجعة كتاب «المسح على الجوربين»، لمؤلفه: القاسمي.
9. «فتوى في إبطال وقف الجنف والإثم»، لشيخ الإسلام محمد بن عبد الوهّاب التميمي.
10. «مذكرة في قضية المحرومين وإبطال شروط الواقفين».
11. «نظام الطلاق في الإسلام»

ونتيجة لدراسته المستفيضة للحديث والفقه ألف هذا الكتاب القيم (الطلاق في الإسلام) والذي دل فيه على اجتهاده وعدم تعصبه لمذهب من المذاهب فقد كان لا يتقيد بمذهب عند الإفتاء، بل ينظر في الأدلة والبراهين ثم يفتي، وله فيه آراء أثارت ضجة عظيمة بين العلماء، لكنه لم يتراجع ودافع عن رأيه بالحجة والبرهان". وهذا الأمر قاده لمخالفة القدماء والمعاصرين من العلماء وجلب عليه كثيرًا من المساجلات والردود على ما يفتي ويؤلف خاصة في كتابه الشهير «أحكام الطلاق»، الذي تبنى فيه آراء ابن تيمية، فتعصب عليه المتفقهة وأتباع المذاهب وأفاضوا في القدح في هذا الكتاب الذي صار مرجعية القضاء المصري والإسلامي كله عند الإفتاء في الطلاق. وحتى الآن تعتمد على هذا السفر العظيم دار الإفتاء المصرية في الإفتاء في مسائل الأسرة والطلاق، مما يدل على نظرته الثاقبة والمتأنية في فهم هذه المسائل على الوجه الصحيح.
1. «كلمة الفصل في قتل مدمني الخمر».
2. تحقيق «المحلى»، لمؤلفه: ابن حزم الظاهري.

ثالثًا: تفسير القرآن الكريم والقراءات:
1. تحقيق «تفسير الجلالين»، لمؤلفيه: جلال الدين المحلي وجلال الدين السيوطي، شاركه الشيخ علي محمد شاكر.
2. «عمدة التفسير اختصار تفسير ابن كثير».
3. «منجد المقرئين ومرشد الطالبين»، لمؤلفه: ابن الجزري.
4. تحقيق جامع البيان في تفسيرالقرآن للإمام معين الدين الايجي.

رابعًا: العقيدة الإسلامية:
1. تصحيح وتحقيق «كتاب التوحيد»، لمؤلفه: شيخ الإسلام محمد بن عبد الوهّاب التميمي.
2. تحقيق كتاب «الأصول الثلاثة»، لمؤلفه: شيخ الإسلام محمد بن عبد الوهّاب التميمي.
3. شرح «العقيدة الطحاوية»، لمؤلفه: ابن أبي العز الحنفي.
4. تحقيق «الرسالة التدمرية»، لشيخ الإسلام ابن تيمية الدمشقي.
5. تحقيق «الفتوى الحموية الكبرى»، لشيخ الإسلام ابن تيمية الدمشقي.
6. «الكتاب والسنة يجب أن يكونا مصدر القوانين».

خامسًا: اللغة العربية والأدب:
1. «إصلاح المنطق»، لمؤلفه: ابن السكيت، شاركه الشيخ عبد السلام هارون.
2. تحقيق كتاب «الأصمعيات» لمؤلفه: الأصمعي، شاركه الشيخ عبد السلام هارون.
3. «الشعر والشعراء»، لمؤلفه: ابن قتيبة.
4. تحقيق كتاب «الكامل في الأدب»، لمؤلفه: المُبَرِّد.
5. «لباب الأدب»، لمؤلفه: أسامة بن منقذ.
6. تحقيق كتاب «المُفَضّـَلِيّـَات» لمؤلفه: الضبي، شاركه الشيخ عبد السلام هارون.
7. «الشرع واللغة».
8. «أوائل الشهور العربية».

سادسًا: السيرة النبوية وتراجم الأعلام:
1. «ترجمة الإمام أحمد بن حنبل»، لمؤلفه: شمس الدين الذهبي.
2. «جوامع السيرة»، لمؤلفه: ابن حزم الظاهري.
3. «محمد شاكر من أعلام العصر»، ترجمته لسيرة والده.

سابعًا: عناوين متفرقة:
1. تحقيق كتاب «جماع العِلم»، لمؤلفه: الإمام الشافعي.
2. «خصائص مسند الإمام أحمد»، لمؤلفه: أبي موسى المديني.
3. «المصعد الأحمد في ختم مسند الإمام أحمد»، لمؤلفه: ابن الجزري.

وأخيرًا فقد كان للشيخ أحمد شاكر قدرته العظيمة على ضبط الأصول الصحيحة، وكذا ضبط الاستنباط فيها ضبطًا لا يشوبه خطأ ويندر فيه الخلل.
جهوده في الدعوة ومقاومة الاحتلال والتحذير من الهزيمة النفسية والتحذير من العلمنة -:
عاش الشيخ في فترة امتازت بكثرة الأحداث وتواليها، والدول الإسلامية تئن تحت نير الاستعمار الإنجليزي أو الفرنسي أو غيرهما مع ضعف المسلمين، وشعورهم بالانهزامية والصغار أمام هجمات الصليبيين وتلامذتهم من المستشرقين الفكرية، وطعنهم في الدين، واليهود يسيرون كل يوم خطوة لامتلاك فلسطين، وإقامة دولتهم، وأحكام الشريعة أقصيت عن حياة الناس، وصار التدين والتمسك بالإسلام رجعية وتخلفاً، ووصمة عار.
ألف الشيخ أحمد شاكر كتباً عدة كما أن له تعليقات وهوامش على الكتب التي حققها، من مؤلفاته:
1. كتاب نظام الطلاق في الإسلام، اجتهد فيه اجتهادا حراً ولم يتعصب لمذهب من المذاهب.
2. كتاب الكتاب والسنة وهو دعوة إلى أخذ القوانين من الكتاب والسنة.
3. كتاب كلمة الحق، في شئون المسلمين وحرب الوثنية والشرك والدفاع عن القرآن والسنة، وهي مجموعة مقالات كتبها في مجلة الهدى النبوي جمعت في كتاب بعد وفاته.
4. كتاب كلمة الفصل في قتل مدمني الخمر وفيه يستحث ملوك المسلمين ضد الخمور وتجارها ومدمنيها.
5. الشرع واللغة: رسالة في الرد على عبد العزيز فهمي باشا الذي اقترح كتابة اللغة العربية بحروف لاتينية.[5]

### كتب حققها
حقق أحمد شاكر الكثير من كتب التراث الإسلامي، في مجالات كثيرة، منها:
1. الرسالة للإمام المطلبي محمد بن إدريس الشافعي عن أصل بخط الربيع بن سليمان كتبه في حياة الشافعي: وهو أول كتاب حققه، وقد بذل فيه عناية بالغة فكان على درجة عالية من الدقة والتحقيق.
2. مسند الإمام أحمد بن حنبل: أتم منه 15 جزءاً فقط وتوفي قبل إتمامه.
3. الجزء الأول من صحيح ابن حبان.
4. جزءين من الجامع الصحيح للترمذي.
5. شرح كتاب اختصار علوم الحديث للحافظ ابن كثير.
6. قام بإعداد عمدة التفسير عمل فيه على تهذيب تفسير ابن كثير، أتم منه 5 أجزاء (ظل الجزء الأخير منه مفقودا لسنوات حتى عثر عليه وتم طبع الكتاب كاملا)
7. كتاب الإحكام لابن حزم الظاهري في أصول الفقه، وجزئين من كتاب المحلى.
8. كتاب العمدة في الأحكام للحافظ عبد الغني المقدسي.
9. كتاب جماع العلم للشافعي.
10. كما شارك في إخراج المفضّليات لب للمفضل الضبي، والأصمعيات للأصمعي وهما من كتب الأدب.
11. كتاب المعرب لجواليقي في اللغة.
12. كما ساهم في تحقيق كتاب (إصلاح المنطق) لابن السكيت مع (عبد السلام هارون)
13. حقق وشرح ألفية السيوطي في علم الحديث
14. حقق كتاب شرح العقيدة الطحاوية للإمام علي بن علي بن محمد بن أبي العز الحنفي صدر الدين.
15. كتاب «الخراج» ليحيى بن آدم.
16. كتاب « الشعر والشعراء » لأبو محمد بن قتيبة الدينوري.

## بعض اجتهادات الشيخ أحمد شاكر
كان يرى أيضًا الأخذ بالحساب الفلكي في إثبات أوائل الشهور العربية بديلاً عن الرؤية الشخصية، ولهذه المسألة قصة يجب إيرادها، فقد كان للشيخ محمد مصطفى المراغي شيخ الجامع الأزهر فتوى بجواز ذلك، فعارضه فريق من العلماء كان في طليعتهم الشيخ محمد شاكر، وكان ابنه «أحمد» ينتصر له ويرى رأيه، وكتب عدة مقالات تؤيد الرؤية الشخصية، ثم بدا له بعد التحقيق وتناول المسألة في تأن وروية وإعمال للفكر ما يخالف وجهة نظر والده، فأخرج رسالة صغيرة في حياة أبيه بعنوان «أوائل الشهور العربية هل يجوز شرعًا إثباتها بالحساب الفلكي»، رجع فيها إلى رأي المراغي، وأعلن في صراحة أنه كان على صواب، فقال: «كان والدي وكنت أنا وبعض إخواني ممن خالف الأستاذ الأكبر في رأيه، ولكني أصرح الآن أنه كان على صواب، وأزيد عليه وجوب إثبات الأهلة بالحساب في كل الوقت إلا لمن استعصى عليه العلم».

## الوظائف التي شغلها
بعد حصوله على شهادة العالمية سنة 1917م عين بمعهد عثمان ماهر لمدة أربعة أشهر، ثم انتقل إلى القضاء الشرعي وتدرج في مناصبه حتى صار قاضيا بالمحاكم الشرعية ثم عضوا بالمحكمة العليا، وأحيل إلى التقاعد في 1952م ببلوغه سن الستين. وتفرغ بعدها لأعماله العلمية حتى وفاته.

## وفاته
توفي يوم السبت 26 ذي القعدة سنة 1377 هـ (14 يونيو سنة 1958م).

## وصلات
- محمد رجب البيومي – النهضة الإسلامية في سير أعلامها المعاصرين – مطبوعات مجمع البحوث الإسلامية – القاهرة.
- محمود محمد شاكر – أحمد محمد شاكر إمام المحدثين – مجلة المجلة – القاهرة – العدد (19) – (1377 هـ = 1957 م).
- محمد عزت الطهطاوي – الشيخ أحمد محمد شاكر إمام من أئمة الحديث في هذا العصر – مجلة الأزهر – العدد (5) السنة الثانية والستون – (1410 هـ = 1989 م).
- السيد الجميلي – طبقات المحققين والمصححين (أحمد محمد شاكر) – مجلة الأزهر – العدد (11) السنة الثامنة والستون – (1416 هـ = 1996 م).
- إسلام أون لاين